# Elasmias quadrasi
Elasmias quadrasi es una especie de molusco gasterópodo de la familia Achatinellidae en el orden de los Stylommatophora.

## Distribución geográfica
Se encuentra en Guam e Islas Marianas del Norte. 